# دگ کریک
دگ کریک (به انگلیسی: Dogue Creek) رودخانه‌ای به‌طول ۸٫۵ مایل (۱۳٫۷ کیلومتر) است که در ایالات متحده آمریکا جریان دارد.